# Anahí Suárez
Gabriela Anahí Suárez (* 2. Februar 2001 in Ibarra) ist eine ecuadorianische Leichtathletin, die sich auf den Sprint spezialisiert hat. Sie ist Inhaberin des Landesrekordes im 200-Meter-Lauf und gewann zahlreiche Medaillen bei Meisterschaften auf kontinentaler Ebene.

## Sportliche Laufbahn
Erste internationale Erfahrungen sammelte Anahí Suárez im Jahr 2018, als sie bei den U18-Südamerikameisterschaften in Cuenca in 11,84 s die Goldmedaille im 100-Meter-Lauf gewann und auch im 200-Meter-Lauf gewann sie in 23,57 s die Goldmedaille, wie auch in 46,94 s mit der ecuadorianischen 4-mal-100-Meter-Staffel. Anschließend erreichte sie bei den U20-Weltmeisterschaften in Tampere über 100 und 200 Meter das Halbfinale, in dem sie mit 11,70 s und 24,09 s ausschied. Daraufhin gewann sie bei den Ibero-Amerikanischen Meisterschaften in Trujillo in 24,07 s die Bronzemedaille über 200 Meter hinter den Brasilianerinnen Vitória Cristina Rosa und Rosângela Santos und sicherte sich im Staffelbewerb in 46,94 s die Silbermedaille hinter dem Team aus Peru. Ende September gewann sie bei den U23-Südamerikameisterschaften in Cuenca in 23,44 s die Silbermedaille über 200 Meter hinter der Brasilianerin Rosa und über 100 Meter gewann sie in 11,50 s die Bronzemedaille hinter ihrer Landsfrau Ángela Tenorio und Rosa. Zudem siegte sie mit der Staffel in 44,18 s und stellte damit einen neuen Meisterschaftsrekord auf. Danach nahm sie an den Olympischen Jugendspielen in Buenos Aires teil und gewann dort die Bronzemedaille über 100 Meter. Bei den IAAF World Relays 2019 in Yokohama schied sie mit der 4-mal-100-Meter-Staffel mit 44,74 s im Vorlauf aus und belegte mit der 4-mal-200-Meter-Staffel in 1:35,91 min den sechsten Platz und stellte damit einen neuen Südamerikarekord auf. Kurz darauf gewann sie bei den Südamerikameisterschaften in Lima in 11,67 s die Bronzemedaille hinter Vitória Cristina Rosa und der Venezolanerin Andrea Purica. Auch über 200 Meter gewann sie in 23,65 s hinter diesen beiden Athletinnen die Bronzemedaille und mit der Staffel belegte sie in 45,72 s den vierten Platz. Im Juli belegte sie bei den Panamerikanischen Juniorenmeisterschaften in San José in 11,78 s den siebten Platz über 100 Meter und erreichte im 200-Meter-Lauf nach 23,42 s Rang fünf. Anschließend nahm sie mit der ecuadorianischen Staffel an den Panamerikanischen Spielen in Lima teil, wurde dort aber disqualifiziert. Bei den World Athletics Relays 2021 im polnischen Chorzów wurde sie mit der 4-mal-200-Meter-Staffel in 1:36,86 min den dritten Platz hinter den Teams aus Polen und Irland und mit der 4-mal-100-Meter-Staffel erreichte sie in 44,43 s Rang fünf und qualifizierte Ecuador damit für die Olympischen Spiele in Tokio. Mit der 4-mal-100-Meter-Staffel nahm sie im August an den Olympischen Spielen in Tokio teil und verpasste dort trotz neuer Landesrekordzeit von 43,69 s den Finaleinzug. Mitte Oktober siegte sie in 11,46 s und 23,24 s über 100 und 200 Meter bei den U23-Südamerikameisterschaften in Guayaquil und gewann mit der Staffel in 45,90 s die Silbermedaille hinter dem Team aus Brasilien. Anfang Dezember siegte sie bei den erstmals ausgetragenen Panamerikanischen Juniorenspielen in Cali in 11,32 s über 100 Meter sowie mit neuer Bestleistung von 22,96 s auch im 200-Meter-Lauf. Zudem sicherte sie sich mit der 4-mal-100-Meter-Staffel in 44,56 s die Bronzemedaille hinter den Teams aus Kolumbien und Brasilien und wurde in der Mixed-4-mal-400-Meter-Staffel disqualifiziert.
2022 belegte sie bei den Ibero-Amerikanischen Meisterschaften in La Nucia in 11,51 s und 23,87 s jeweils den fünften Platz über 100 und 200 Meter und siegte anschließend in 22,90 s über 200 Meter bei der Continental Tour Bronce Alex Quiñonez. Anfang Juli gewann sie bei den Juegos Bolivarianos in Valledupar in 11,38 s die Silbermedaille über 100 Meter hinter ihrer Landsfrau Ángela Tenorio und über 200 Meter sicherte sie sich in 23,48 s die Bronzemedaille hinter der Kolumbianerin Shary Vallecilla und Orangy Jiménez aus Venezuela. Zudem gewann sie mit der 4-mal-100-Meter-Staffel in 45,55 s die Bronzemedaille hinter den Teams aus Kolumbien und Chile und auch mit der 4-mal-400-Meter-Staffel sicherte sie sich in 3:37,84 min die Bronzemedaille hinter Kolumbien und Chile. Im Juli erreichte sie bei den Weltmeisterschaften in Eugene mit das Halbfinale über 200 Meter und schied dort mit neuem Landesrekord von 22,74 s aus. Zudem verpasste sie mit der 4-mal-100-Meter-Staffel mit 44,17 s den Finaleinzug. Anschließend stellte sie in Quito mit 52,95 s einen neuen Landesrekord im 400-Meter-Lauf auf. Ende September siegte sie in 11,37 s bei den U23-Südamerikameisterschaften in Cascavel über 100 Meter und siegte in 44,50 s auch in der 4-mal-100-Meter-Staffel. Auch über 200 Meter siegte sie in 23,09 s und stellte im Vorlauf mit 22,81 s einen neuen Meisterschaftsrekord auf. Kurz darauf siegte sie in 23,06 s über 200 Meter bei den Südamerikaspielen in Asunción und gewann in 52,24 s die Bronzemedaille über 400 Meter hinter der Kolumbianerin Evelis Aguilar und Martina Weil aus Chile. Mit der 4-mal-100-Meter-Staffel kam sie nicht ins Ziel und mit der 4-mal-400-Meter-Staffel belegte sie in 3:39,87 min den vierten Platz. Im Jahr darauf gewann sie bei den Südamerikameisterschaften in São Paulo in 3:24,42 min die Bronzemedaille in der Mixed-Staffel hinter den Teams aus Kolumbien und Brasilien. Ende Oktober schied sie dann bei den Panamerikanischen Spielen in Santiago de Chile mit 11,70 s im Vorlauf über 100 Meter aus und belegte in 23,67 s den vierten Platz über 200 Meter. Mit der 4-mal-100-Meter-Staffel gelangte sie mit 44,64 s ebenfalls auf Rang vier, wie auch mit der 4-mal-400-Meter-Staffel mit 3:35,76 min. Bei den World Athletics Relays 2024 in Nassau wurde sie in 43,47 s Fünfte im A-Lauf über 4-mal 100 Meter in der 2. Qualifikationsrunde für die Olympischen Spiele. Kurz darauf gewann sie bei den Ibero-Amerikanischen Meisterschaften in Cuiabá in 23,20 s die Silbermedaille über 200 Meter hinter ihrer Landsfrau Aimara Nazareno und belegte über 400 Meter in 53,67 s den fünften Platz. Zudem gewann sie in der 4-mal-400-Meter-Staffel in 3:33,71 min die Bronzemedaille hinter den Teams aus Brasilien und Kolumbien und belegte mit der 4-mal-100-Meter-Staffel in 45,47 s den sechsten Platz. Im August schied sie bei den Olympischen Sommerspielen in Paris mit 23,54 s in der Hoffnungsrunde über 200 Meter aus.
2025 gewann sie bei den Südamerikameisterschaften in Mar del Plata in 11,28 s die Silbermedaille über 100 Meter hinter der Brasilianerin Vitória Cristina Rosa. Über 200 Meter musste sie sich in 23,25 s nur ihrer Landsfrau Nicole Caicedo geschlagen geben und mit der 4-mal-100-Meter-Staffel gewann sie in 45,04 s die Silbermedaille hinter dem brasilianischen Team. Zudem wurde sie mit der 4-mal-400-Meter-Staffel in 3:42,29 min Vierte.

## Persönliche Bestzeiten
- 100 Meter: 11,16 s (+1,0 m/s), 12. Dezember 2020 in Quito
- 200 Meter: 22,74 s (−0,1 m/s), 19. Juli 2022 in Eugene (ecuadorianischer Rekord)
- 400 Meter: 51,95 s, 4. März 2023 in Quito